# Альгараньяс, Виктор Селестино
Ви́ктор Селести́но Альгаранья́с (исп. Víctor Celestino Algarañaz, 6 апреля 1926 — дата смерти неизвестна) — боливийский футболист, нападающий, участник чемпионата мира 1950 года.

## Карьера

### Клубная
Виктор Альгараньяс играл за клуб «Литораль» из столицы Боливии.

### В сборной
В составе сборной участвовал в ЧЮА-1949 (сыграл в 7 матчах, забил 1 гол) и в чемпионате мира 1950 года в Бразилии. Также выходил на поле в футболке сборной в двух товарищеских матчах.
| Матчи и голы Виктора Альгараньяса за сборную Боливии | Матчи и голы Виктора Альгараньяса за сборную Боливии | Матчи и голы Виктора Альгараньяса за сборную Боливии | Матчи и голы Виктора Альгараньяса за сборную Боливии | Матчи и голы Виктора Альгараньяса за сборную Боливии | Матчи и голы Виктора Альгараньяса за сборную Боливии | Матчи и голы Виктора Альгараньяса за сборную Боливии |
| ---------------------------------------------------- | ---------------------------------------------------- | ---------------------------------------------------- | ---------------------------------------------------- | ---------------------------------------------------- | ---------------------------------------------------- | ---------------------------------------------------- |
| №                                                    | Дата                                                 | Место проведения                                     | Соперник                                             | Счёт                                                 | Голы                                                 | Турнир                                               |
| 1                                                    | 6 апреля 1949                                        | Сан-Паулу, Бразилия                                  | Чили                                                 | 3:2                                                  | -                                                    | Чемпионат Южной Америки по футболу 1949              |
| 2                                                    | 10 апреля 1949                                       | Сан-Паулу, Бразилия                                  | Бразилия                                             | 1:10                                                 | -                                                    | Чемпионат Южной Америки по футболу 1949              |
| 3                                                    | 17 апреля 1949                                       | Рио-де-Жанейро, Бразилия                             | Уругвай                                              | 3:2                                                  | 1                                                    | Чемпионат Южной Америки по футболу 1949              |
| 4                                                    | 25 апреля 1949                                       | Сан-Паулу, Бразилия                                  | Эквадор                                              | 2:0                                                  | -                                                    | Чемпионат Южной Америки по футболу 1949              |
| 5                                                    | 27 апреля 1949                                       | Сантус, Бразилия                                     | Перу                                                 | 0:3                                                  | -                                                    | Чемпионат Южной Америки по футболу 1949              |
| 6                                                    | 30 апреля 1949                                       | Сан-Паулу, Бразилия                                  | Парагвай                                             | 0:7                                                  | -                                                    | Чемпионат Южной Америки по футболу 1949              |
| 7                                                    | 6 мая 1949                                           | Рио-де-Жанейро, Бразилия                             | Колумбия                                             | 4:0                                                  | -                                                    | Чемпионат Южной Америки по футболу 1949              |
| 8                                                    | 26 февраля 1950                                      | Ла-Пас, Боливия                                      | Чили                                                 | 2:0                                                  | -                                                    | Товарищеский матч                                    |
| 9                                                    | 12 марта 1950                                        | Сантьяго, Чили                                       | Чили                                                 | 0:5                                                  | -                                                    | Товарищеский матч                                    |
| 10                                                   | 2 июля 1950                                          | Белу-Оризонти, Бразилия                              | Уругвай                                              | 0:8                                                  | -                                                    | Чемпионат мира 1950                                  |

Итого: 10 матчей / 1 гол; 5 побед, 0 ничьих, 5 поражений.